# Sis dies de Boston
Els Sis dies de Boston era una cursa de ciclisme en pista, de la modalitat de sis dies, que es corria a Boston (Estats Units d'Amèrica). La seva primera edició data del 1901 encara que anteriorment ja s'havien disputat algunes curses però de caràcter individual.

## Palmarès
| Any      | Primers                             | Segons                            | Tercers                         |
| -------- | ----------------------------------- | --------------------------------- | ------------------------------- |
| 1901     | Fred Bowler · Otto Maya             | Hugh McLean · Jimmy Moran         | Blecker · Floyd McFarland       |
| 1902     | Floyd McFarland · Otto Maya         | George Leander · John Rutz        | Howard Freeman · Ben Munroe     |
| 1903-06  | No disputats                        |                                   |                                 |
| 1907     | Floyd Krebs · Hugh McLean           | Joe Fogler · Jimmy Moran          | Walter Bardgett · Eddy Root     |
| 1908     | Niels Marius Anderson · Iver Lawson | Pat Logan · Worth Mitten          | Charles Vanoni · Williams       |
| 1909     | No disputats                        |                                   |                                 |
| 1910     | Frank Kramer · Jimmy Moran          | Alfred Goullet · Paddy Hehir      | Elmer Collins · Joe Fogler      |
| 1911     | No disputats                        |                                   |                                 |
| 1912     | Joe Fogler · Jimmy Moran            | Eddy Root · Paddy Hehir           | John Bedell · Ernie Pye         |
| 1913     | Joe Fogler · Iver Lawson            | Eddy Root · Paddy Hehir           | Percy Lawrence · Jake Magin     |
| 1914     | Alfred Goullet · Alfred Hill        | Reginald McNamara · Jimmy Moran   | Peter Drobach · Iver Lawson     |
| 1915     | Alfred Grenda · Alfred Hill         | Reginald McNamara · Robert Spears | Menus Bedell · Jake Magin       |
| 1916     | Alfred Grenda · Alfred Goullet      | Frank Corry · Jake Magin          | Percy Lawrence · Lloyd Thomas   |
| 1917-25  | No disputats                        |                                   |                                 |
| 1926     | Harris Horder · Alec McBeath        | Anthony Beckman · Bob Walthour    | Dave Lands · Otto Petri         |
| 1927-32  | No disputats                        |                                   |                                 |
| 1933 (1) | Dave Lands · Norman Hill            | Willie Grimm · Edoardo Severgnini | Franz Duelberg · Charles Winter |
| 1933 (2) | Alfred Crossley · Norman Hill       | Tino Reboli · Bob Walthour        | Dave Lands · Charly Ritter      |